# Apogonia mashona
Apogonia mashona är en skalbaggsart som beskrevs av Louis Albert Péringuey 1904. Apogonia mashona ingår i släktet Apogonia och familjen Melolonthidae. Inga underarter finns listade i Catalogue of Life.